# 赤祖父山
赤祖父山（あかそふやま）は、富山県南砺市にある山。標高は1033m。高清水断層による隆起によって形成された高清水山地の一つである。中腹のフクジュソウ自生地は県指定天然記念物。山の一帯は、加賀藩が水持林として木の伐採を禁止したためブナ原生林が広がっている。富山の百山の一つ。

## 概要
赤祖父山は、高清水断層による隆起によって形成された。山の一帯が加賀藩が水持林、つまり水源涵養地として木の伐採を禁止したため、付近の山では唯一ブナ原生林が残っている。
赤祖父山が源流の沢（赤祖父川）の標高300mあたりで、飛騨変成岩中の石灰岩が溶け込んでいる赤茶色の炭酸水が湧き出る。これは「そぶ」と言われている。この炭酸水の作用によって赤祖父山麓の赤祖父川谷筋に赤祖父石灰華生成地という鍾乳洞のような奇観が形成されている。
麓には赤祖父山から流れる川の水を集めた赤祖父溜池があり、農業用水に用いられる。

### 源流の川
- 赤祖父川（小矢部川の支流）

## 生態
中腹部は富山県唯一のフクジュソウ自生地であり、県の天然記念物に指定されている。

## 山名の由来
飛騨変成岩中の石灰岩が溶け込んでいる赤茶色の炭酸水「そぶ」が湧き出ることから、それが「あかそぶ」として山名になったとされている。また、地元の人が敬い親しんだ山から祖父と付けられたともいわれる。

## 登山
赤祖父林道からの登山口と、利賀村栃原からの登山口がある。